# Mischa Mischakoff
Mischa Mischakoff   (Khmelnitski, 16 d'abril de 1896 - Petoskey, 1 de febrer de 1981), nascut Mikhaïl Isaàkovitx Fíxberg, rus: Михаил Исаакович Фишберг fou un violinista estatunidenc d'origen ucraïnès.

## Biografia
Nascut a la família del flautista Issaak Fíxberg i la seva dona Massi, als deu anys va actuar a Lípetsk. Es va graduar al Conservatori de Sant Petersburg (1912) amb Serguei Korgúiev i va debutar a Berlín aquell mateix any. Després de diversos anys de vagar per una Europa atrapada per la Primera Guerra Mundial, el 1921 Mischakoff va emigrar als Estats Units i el 1927 va rebre la ciutadania estatunidenca.
Als Estats Units, Mischakoff va fer carrera com a concertino d'orquestres importants. Va ser el primer violí de l'Orquestra Simfònica de Nova York sota la batuta de Walter Damrosch (1920 - 1927), l'Orquestra de Filadèlfia sota la direcció de Leopold Stokowski (1927 - 1930), l'Orquestra Simfònica de Chicago sota la direcció de Frederick Stock (1930 - 1937), en què fou succeït per John Weicher i, l'Orquestra Simfònica de la NBC amb Arturo Toscanini (1937 - 1952) i l'Orquestra Simfònica de Detroit sota la batuta de Paul Paray (1952 - 1968). Paral·lelament a l'obra d'un acompanyant Mischakoff va dirigir el seu propi quartet de corda, i el 1940 - 1952 va fer classes a la Juilliard School, on va tenir entre l'alumnat a Ani Kavafian.
Mischakoff va morir l'1 de febrer de 1981 a Petoskey, Michigan. Posseïa quatre violins Stradivarius, amb els quals apareixia com a solista i recitalista, a més d'altres violins fins de fabricants antics i contemporanis.